# Koleje Kosowa

Sieć kolejowa Republiki Kosowa

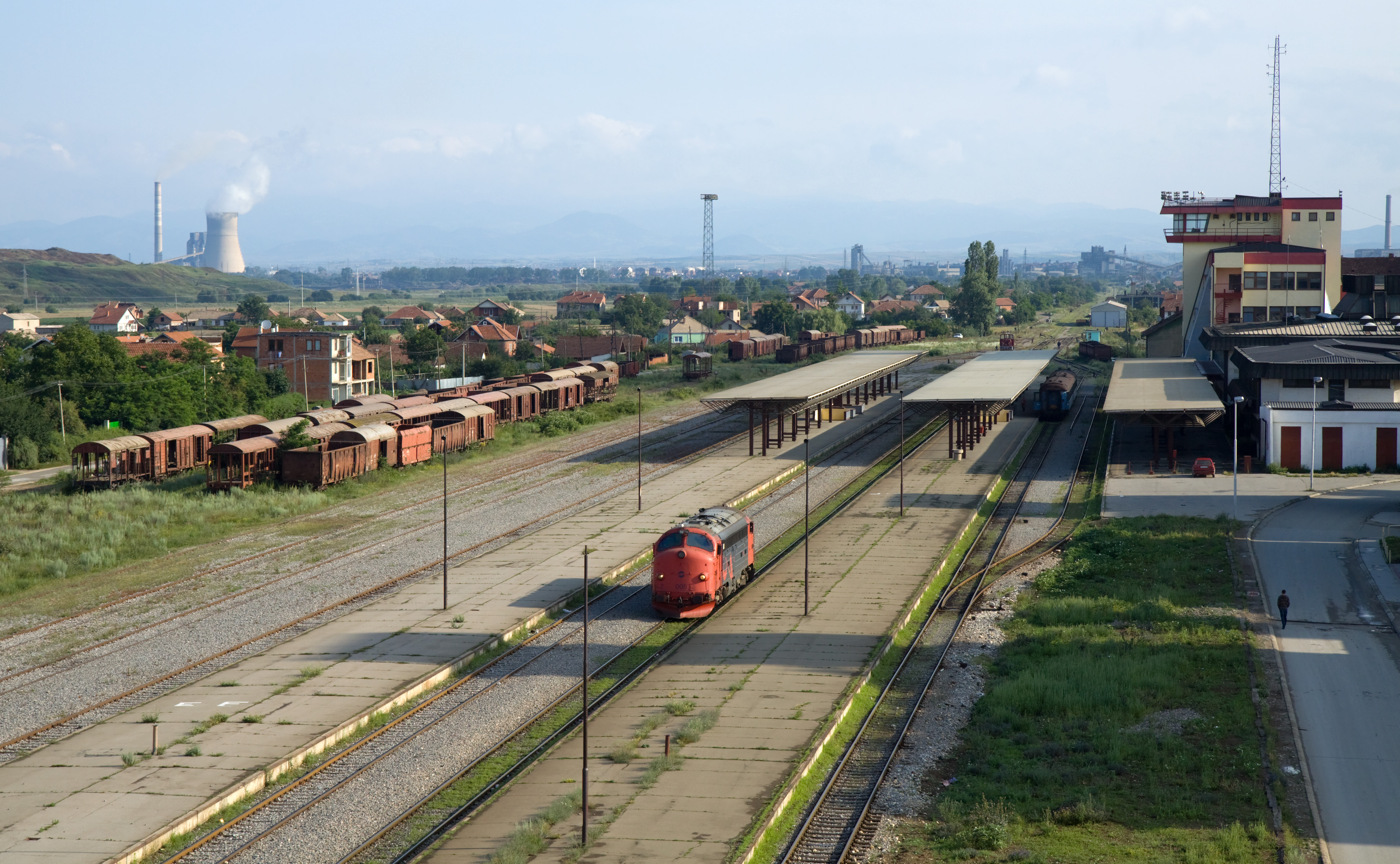
Stacja kolejowa w Fushë Kosovë – główny węzeł kolejowy Kosowa

Koleje Kosowa (ang. Kosovo Railways, srb. Kosovske Železnice, alb. Hekurudhat e Kosovës, HK) − kolejowe przedsiębiorstwo transportowe prowadzące działalność gospodarczą na terytorium Kosowa w latach 2005–2011. 

## Historia
Sieć kolejowa na terytorium obecnej Republiki Kosowa została zbudowana w latach 1874–1963. Do 1999 roku znajdowała się w zarządzie operatora kolejowego Federalnej Republiki Jugosławii. W 1999 roku została przejęta w administrowanie przez UNMIK, która wykorzystywała ją głównie do prowadzenia transportów zaopatrzeniowych dla jednostek wojsk pokojowych KFOR.
W 2005 roku dotychczasowa kolej podległa UNMIK została przekształcona w niezależne, cywilne przedsiębiorstwo transportowe pod nazwą Koleje Kosowa (HK). W 2008 roku spółka przeszła na własność władz lokalnych terytorium Kosowa i zajmowała się zarządem transportu kolejowego w Republice Kosowa. W 2010 roku decyzją władz Kosowa o wdrożeniu procesu liberalizacji rynku kolejowego została poddana procesowi restrukturyzacji. W 2011 roku Koleje Kosowa (HK) podzielono na dwie spółki: przewoźnika kolejowego (TrainKos) i zarządcę infrastruktury kolejowej (InfraKos).

## Charakterystyka
W 2008 roku infrastruktura zarządzana przez Koleje Kosowa składała się z około 450 kilometrów niezelektryfikowanych linii kolejowych o rozstawie 1435 mm, maksymalnej dopuszczalnej prędkości 70 km/h i maksymalnym nacisku na oś 22,5 tony. 333 kilometry linii dopuszczone były do obsługi ruchu pasażerskiego. Sieć HK podzielona była na cztery linie kolejowe:
- Leshak – Hani i Elezit
- Podujevo – Kosovo Pole
- Kosovo Pole – Peć
- Klinë – Prizreni

Tabor trakcyjny HK stanowiło kilkanaście spalinowozów. Były to lokomotywy: General Motors EMD G16, General Motors JT38CW-DC, Nohab Di 3a, Nohab Di 3b, Vossloh G 1700–2 BB oraz MDD 3. Do Kolei Kosowa należało około 30 wagonów pasażerskich i około 70 wagonów towarowych. Ponadto wykorzystywały one wagony motorowe Y1 i ALN 668.
Kolej HK zajmowała się głównie przewozami towarowymi. Znaczną część ruchu stanowiła obsługa importu z Macedonii i eszelonów KFOR. Ponadto sieć kolejowa HK wykorzystywana była w transporcie urobku z kosowskich kopalni i obsłudze zakładów przemysłowych.
Kolej Kosowa obsługiwała trzy pociągi pasażerskie jeżdżące regularnie dwa razy dziennie w relacjach:
- Fushë Kosovë – Hani i Elezit (Kosovo Pole - Đeneral Janković)
- Prishtinë – Pejë (Priśtina - Peć)
- Priśtina – Skopje